# Campeonato Bielorrusso de Futebol Feminino de 2020
A Premier League Feminina de 2020 será a 29ª edição da principal liga de futebol feminino de Belarus.
A temporada começará dia 30 de abril e tem previsão de término para o dia 08 de agosto. Junto das ligas masculinas do Turcomenistão, Belarus, Taiwan e Coreia do Sul e da liga feminina de Taiwan, chegou a ser um dos únicos campeonatos em andamento – o único com público junto da liga masculina do país – devido à pandemia de COVID-19.
A equipe campeã disputará a fase qualificatória da Liga dos Campeões da UEFA de 2020/21.

## Formato
A competição é disputada por 8 equipes e dividida em três turnos, totalizando 21 rodadas.
Ao final do campeonato, a equipe que terminar em primeiro será declarada campeã e terá o direito de disputar a Liga dos Campeões da UEFA de 2020/21.

## Equipes
A temporada de 2020 será disputada pelas seguintes equipes:
- Seleção Bielorrussa de Futebol Feminino Sub-19;
- Bobruichanka Babruisk;
- Botsor Brest;
- Dinamo-BGU;
- Dnepr Mogilev;
- FC Minsk;
- Neman;
- Zorka-BDU

## Tabela
| Pos | Time                  | J  | V  | E | D  | GP | GC | SG  | Pts | Qualificação                         |
| --- | --------------------- | -- | -- | - | -- | -- | -- | --- | --- | ------------------------------------ |
| 1   | Dinamo-BGU            | 12 | 12 | 0 | 0  | 62 | 2  | +61 | 36  | Liga dos Campeões da UEFA de 2020–21 |
| 2   | FC Minsk              | 12 | 10 | 0 | 2  | 64 | 5  | +59 | 30  |                                      |
| 3   | Neman                 | 12 | 8  | 0 | 4  | 32 | 17 | +15 | 24  |                                      |
| 4   | Zorka-BDU             | 12 | 6  | 1 | 5  | 24 | 20 | +4  | 19  |                                      |
| 5   | Belarus Sub-19        | 12 | 4  | 1 | 7  | 14 | 35 | -21 | 13  |                                      |
| 6   | Bobruichanka Babruisk | 12 | 3  | 2 | 7  | 17 | 35 | -18 | 11  |                                      |
| 7   | Dnepr Mogilev         | 12 | 2  | 2 | 8  | 4  | 37 | -33 | 8   |                                      |
| 8   | Botsor Brest          | 12 | 0  | 0 | 12 | 1  | 66 | -65 | 0   |                                      |

Atualizado em 13 de julho. Fonte: BFF, Soccerway

## Resultados
|                | BLR  | BOB  | BOT  | DIN  | DNE  | MIN  | NEM  | ZOR |
| -------------- | ---- | ---- | ---- | ---- | ---- | ---- | ---- | --- |
| Belarus Sub-19 |      | 4–3  | 13ªR | 0–7  | 0–1  | 1–6  | 2–1  | 1–1 |
| Bobruichanka   | 3–2  |      | 5–1  | 13ªR | 1–1  | 0–3  | 0–6  | 2–4 |
| Botsor Brest   | 0–2  | 0–2  |      | 0–6  | 14ªR | 0–8  | 0–6  | 0–3 |
| Dinamo-BGU     | 8–0  | 7–0  | 10–0 |      | 3–0  | 1–0  | 14ªR | 3–0 |
| Dnepr-Mogilev  | 0–1  | 0–0  | 1–0  | 0–7  |      | 0–9  | 0–1  | 1–5 |
| FC Minsk       | 14ªR | 4–0  | 8–0  | 1–2  | 10–0 |      | 5–0  | 4–0 |
| Neman          | 2–1  | 3–1  | 8–0  | 0–5  | 3–1  | 13ªR |      | 1–2 |
| Zorka-BDU      | 3–0  | 14ªR | 7–0  | 1–3  | 2–0  | 1–6  | 0–1  |     |

Fonte: BFF
|                | BLR  | BOB  | BOT  | DIN  | DNE  | MIN  | NEM  | ZOR  |
| -------------- | ---- | ---- | ---- | ---- | ---- | ---- | ---- | ---- |
| Belarus Sub-19 |      | 16ªR |      |      | 19ªR | 21ªR |      |      |
| Bobruichanka   |      |      |      |      | 17ªR | 19ªR | 15ªR | 21ªR |
| Botsor Brest   | 20ªR | 18ªR |      |      |      | 16ªR |      | 15ªR |
| Dinamo-BGU     | 9–0  | 20ªR | 17ªR |      |      |      |      | 19ªR |
| Dnepr-Mogilev  |      |      | 21ªR | 16ªR |      |      | 18ªR |      |
| FC Minsk       |      |      |      | 18ªR | 15ªR |      | 20ªR | 17ªR |
| Neman          | 17ªR |      | 19ªR | 21ªR |      |      |      |      |
| Zorka-BDU      | 18ªR |      |      |      | 20ªR |      | 16ªR |      |

Fonte: BFF

## Estatísticas
Atualizado em 27 de julho.

### Maiores goleadoras
| Pos. | Jogadora             | Clube      | Gols |
| ---- | -------------------- | ---------- | ---- |
| 1    | Emuidzhi Oghiabekhva | FC Minsk   | 16   |
| 2    | Tamila Lhimich       | FC Minsk   | 13   |
| 3    | Karina Olkhovik      | Dinamo-BGU | 10   |
| 3    | Salimata Simporé     | Dinamo-BGU | 10   |
| 5    | Anastasia Linnik     | Dinamo-BGU | 9    |
| 6    | Ekaterina Dudko      | Neman      | 8    |
| 7    | Elizaveta Sergeychik | Neman      | 7    |
| 7    | Anastasia Shuppo     | Dinamo-BGU | 7    |
| 7    | Anna Pilipenko       | Dinamo-BGU | 7    |
| 10   | Diana Tropnikova     | Zorka-BDU  | 6    |